# Williams FW40
O Williams FW40 é o modelo de carro de corrida fabricado pela equipe Williams para a disputa da temporada de Fórmula 1 de 2017, pilotado por Felipe Massa e Lance Stroll. O carro denomina-se FW40, tendo em conta o 40º aniversário da equipe inglesa.
O lançamento do carro estava programado dois dias antes do primeiro dia de testes da pré-temporada no Circuito da Catalunha, em Montmeló, Barcelona, Espanha (25 de fevereiro). Mas a equipe antecipou e divulgou as fotos oficiais do carro no dia 17 de fevereiro.
O modelo tem a barbatana de tubarão que é um item novo, o mesmo não se pode dizer da pintura que permanece a mesma desde 2014, quando o time assinou com a Martini para o patrocínio master, adotando a icônica pintura que estampou vários carros de corrida do passado. E além das mudanças já previstas no novo regulamento, o "nariz de gonzo" também não parece ter mudado tanto em relação ao FW38, que disputou o Mundial de 2016.
Felipe Massa passou mal e teve tonturas no segundo treino livre de sexta-feira. Examinado e liberado para treinar no sábado, ele voltou a se sentir mal novamente no terceiro treino livre e decidiu abandonar o GP da Hungria. A Williams acatou o pedido do piloto brasileiro e convocou Paul di Resta, piloto reserva da equipe e comentarista da Sky Sports, para substituí-lo na sessão classificatória de sábado e a prova de domingo.

## Raio X
O carro de 2017 da Williams parece ter sido bem projetado, mesmo que ainda não no nível da Mercedes, Ferrari e Red Bull Racing. Um pacote aerodinâmico mais eficiente ainda é o principal desafio do time de Grove.

## Estatística
| X              | Felipe Massa | Lance Stroll | Paul di Resta |
| Pontos         | 43           | 40           | 0             |
| Vitórias       | 0            | 0            | 0             |
| Pole Positions | 0            | 0            | 0             |
| Volta Rápida   | 0            | 0            | 0             |
| Pódios         | 0            | 1            | 0             |
| Abandonos      | 2            | 5            | 1             |